# Kurai (Republik Altai)
Kurai (russisch Курай) ist ein Ort in der Republik Altai mit 427 Einwohnern (Stand 2016).

## Bevölkerung
| Jahr | Einwohner |
| ---- | --------- |
| 2002 | 525       |
| 2010 | 514       |
| 2011 | 516       |
| 2012 | 504       |
| 2013 | 507       |
| 2014 | 489       |
| 2015 | 456       |
| 2016 | 427       |

Nach Angaben der Volkszählung 2002 waren 74 % der Bevölkerung Altaier.

## Infrastruktur
Kurai verfügt über mehrere soziale Einrichtungen sowie ein Tourismuszentrum.